# Зевой (Арджеш)
Зевой (рум. Zăvoi) — село у повіті Арджеш в Румунії. Адміністративно підпорядковане місту Штефенешть.
Село розташоване на відстані 106 км на північний захід від Бухареста, 2 км на схід від Пітешть, 104 км на північний схід від Крайови, 104 км на південний захід від Брашова.